# Campionati mondiali di canoa/kayak slalom 2002
I XXVII Campionati mondiali di canoa/kayak di slalom si sono svolti a Bourg-Saint-Maurice (Francia).

## Podi

### Uomini
| Evento        | Oro                                                  | Perform. | Argento                                                | Perform. | Bronzo                                                 | Perform. |
| Canoa         |                                                      |          |                                                        |          |                                                        |          |
| C-1           | Slovacchia Michal Martikán                           |          | Germania Jan Benzien                                   |          | Francia Patrice Estanguet                              |          |
| C-1 a squadre | Rep. Ceca Premysl Vik Jan Masek Stanislav Jezek      |          | Germania Sören Kaufmann Jan Benzien Stefan Pfannmöller |          | Slovenia Jurij Korenjak Dejan Stevanovic Simon Hocevar |          |
| C-2           | Slovacchia Pavol Hochschorner Peter Hochschorner     |          | Francia Pierre Luquet Christophe Luquet                |          | Rep. Ceca Marek Jiras Tomás Mader                      |          |
| C-2 a squadre | Francia                                              |          | Germania                                               |          | Polonia                                                |          |
| Kayak         |                                                      |          |                                                        |          |                                                        |          |
| K-1           | Francia Fabien Lefèvre                               |          | Slovenia Miha Terdic                                   |          | Rep. Ceca Ivan Pisvejc                                 |          |
| K-1 a squadre | Germania Claus Suchanek Thomas Becker Thomas Schmidt |          | Italia Pierpaolo Ferrazzi Matteo Pontarollo Luca Costa |          | Francia Thomas Monier Benoît Peschier Fabien Lefèvre   |          |

### Donne
| Evento        | Oro                                                    | Perform. | Argento                                                    | Perform. | Bronzo                                                 | Perform. |
| Kayak         |                                                        |          |                                                            |          |                                                        |          |
| K-1           | Stati Uniti Rebecca Giddens                            |          | Germania Mandy Planert                                     |          | Italia Maria Cristina Giai Pron                        |          |
| K-1 a squadre | Francia Aline Tomare Mathilde Pichery Anne-Lise Bardet |          | Rep. Ceca Marie Rihosková Marcela Sadilová Irena Pavelková |          | Regno Unito Helen Reeves Heather Corrie Laura Blakeman |          |

## Medagliere
| Posizione | Paese       | Oro | Argento | Bronzo | Totale |
| --------- | ----------- | --- | ------- | ------ | ------ |
| 1         | Francia     | 3   | 1       | 2      | 6      |
| 2         | Slovacchia  | 2   | 0       | 0      | 2      |
| 3         | Germania    | 1   | 4       | 0      | 5      |
| 4         | Rep. Ceca   | 1   | 1       | 2      | 4      |
| 5         | Stati Uniti | 1   | 0       | 0      | 1      |
| 6         | Italia      | 0   | 1       | 1      | 2      |
| 6         | Slovenia    | 0   | 1       | 1      | 2      |
| 8         | Polonia     | 0   | 0       | 1      | 1      |
| 8         | Regno Unito | 0   | 0       | 1      | 1      |
| Totale    | Totale      | 8   | 8       | 8      | 24     |